# 垫状迎春
垫状迎春 （学名：Jasminum nudiflorum var. pulvinatum） 为木犀科素馨属迎春花的变种。分布在中国大陆的西藏、云南、四川等地，生长于海拔1,900米至4,500米的地区，多生于河谷、山坡以及灌丛中，目前尚未由人工引种栽培。

## 别名
藏迎春（植物分类学报）